# Дуглас Даймонд
Дуглас Воррен Даймонд (англ. Douglas Warren Diamond ; народився в жовтні 1953, США) — американський економіст, почесний професор фінансів кафедри імені Мертона Міллера Школи бізнесу ім. Бута при університеті Чикаго, президент Американської фінансової асоціації в 2003 році, співавтор моделі Даймонда — Дибвіга.
Член Національної академії наук США (2017). Лауреат Нобелівської премії з економіки.

## Біографія
Дуглас народився в жовтні 1953.
Закінчив у 1975 році Браунівський університет і отримав ступінь бакалавра з економіки, став членом почесного товариства Фі Бета Каппа. Ступінь магістра мистецтв з економіки отримав у 1976 році в Єльському університеті, там же у 1977 році захистив ступінь магістра філософії з економіки. Докторського ступеня з економіки був удостоєний в 1980 в Єльському університеті.
У 1972—1977 роках брав участь у дослідницьких проектах. Викладацьку діяльність розпочав у 1977—1978 роках на посаді викладача економіки на факультеті економіки в Єльському університеті. В 1979 став викладачем, в 1980—1983 роках асистентом професора, в 1983—1986 роках асоційованим професором, а в 1986 році обійняв посаду повного професора фінансів у Школі бізнесу ім. Бута при університеті Чикаго. У 1987—1988 роках був повним професором фінансів у Єльській школі організації та управління. У 1988—1993 роках продовжив викладання на посаді повного професора фінансів у Школі бізнесу ім. Бута при університеті Чикаго. У 1993—2000 роках став професором фінансів кафедри імені Теодора Янтема, а з 2000 року є почесним професором фінансів кафедри імені Мертона Міллера у Школі бізнесу ім. Бута при університеті Чикаго.
Також був запрошеним викладачем на факультеті економіки в Браунівському університеті в 1983 році, запрошеним професором фінансів у Гонконгському університеті науки і технології в 1997 році, запрошеним викладачем у Банку Японії в 1999 році, запрошеним професором фінансової економіки в MIT Sloan школи менеджменту.. Був содиректором Центру досліджень фінансів імені Фами — Міллера при Школі бізнесу ім. Бута у 2010—2014 роках.
Раніше був редактором журналу The Journal of Business у 1988—2001 роках, помічником редактора журналу The Journal of Finance у 1988—1996 роках та 2000—2003 роках, іноземним редактором The Review of Economic Studies у 1993 -1997 роках, помічником редактора журналу Journal of Banking and Finance в 1995—2001 роках, член редколегії журналу Journal of Financial Intermediation в 1989—1993 роках. Був членом ради директорів у 1988—1990 роках і в 1999—2004 роках, і президентом у 2003 році Американської фінансової асоціації.
Є науковим співробітником Національного бюро економічних досліджень з 1999 року, помічником редактора журналу Journal of Financial Services Research з 1993 року, членом редколегії журналу Journal of Financial Intermediation з 2014 року, членом ради директорів Центру досліджень цін цінних паперів з 1994 року, консультантом Федерального резервного банку Річмонда з 1990 року, консультантом Чикаго Федерального резервного банку з 2012 року, членом економетричного товариства з 1990 року, членом Асоціації фінансового менеджменту з 2010 року, член товариства розвитку економічної теорії з 2016 року, президент Західної фінансової асоціації у 2001—2002 роках.

## Внесок в науку
Дуглас Даймонд відомий як співавтор моделі Даймонда — Дибвіга.

## Нагороди
За свої досягнення в галузі економіки був відзначений низкою нагород :
- 1984 — стипендія Batterymarch,
- 1987 — чотирирічний грант від Національного наукового фонду,
- 1989 — грант Інституту фінансів Гранта при університеті Юти,
- 1999—2016 — гранти від Національного наукового фонду,
- 2001, 2015 — приз Бреттла від журналу The Journal of Finance[en] за найкращу статтю з корпоративних фінансів,
- 2003 — президент Американської фінансової асоціації,
- 2012 — премія Моргана Стенлі від Американської фінансової асоціації за видатні досягнення у галузі фінансів,
- 2013 — почесний доктор (Honoris causa) Цюріхського університету,
- 2015 — премія MSRI від CME Group за інноваційні кількісні програми[9].
- 2022 — Нобелівська премія з економіки[7].

## Родина
Дуглас Даймонд одружений і має двох дітей.